# Liste des ministres de la Marine impériale russe

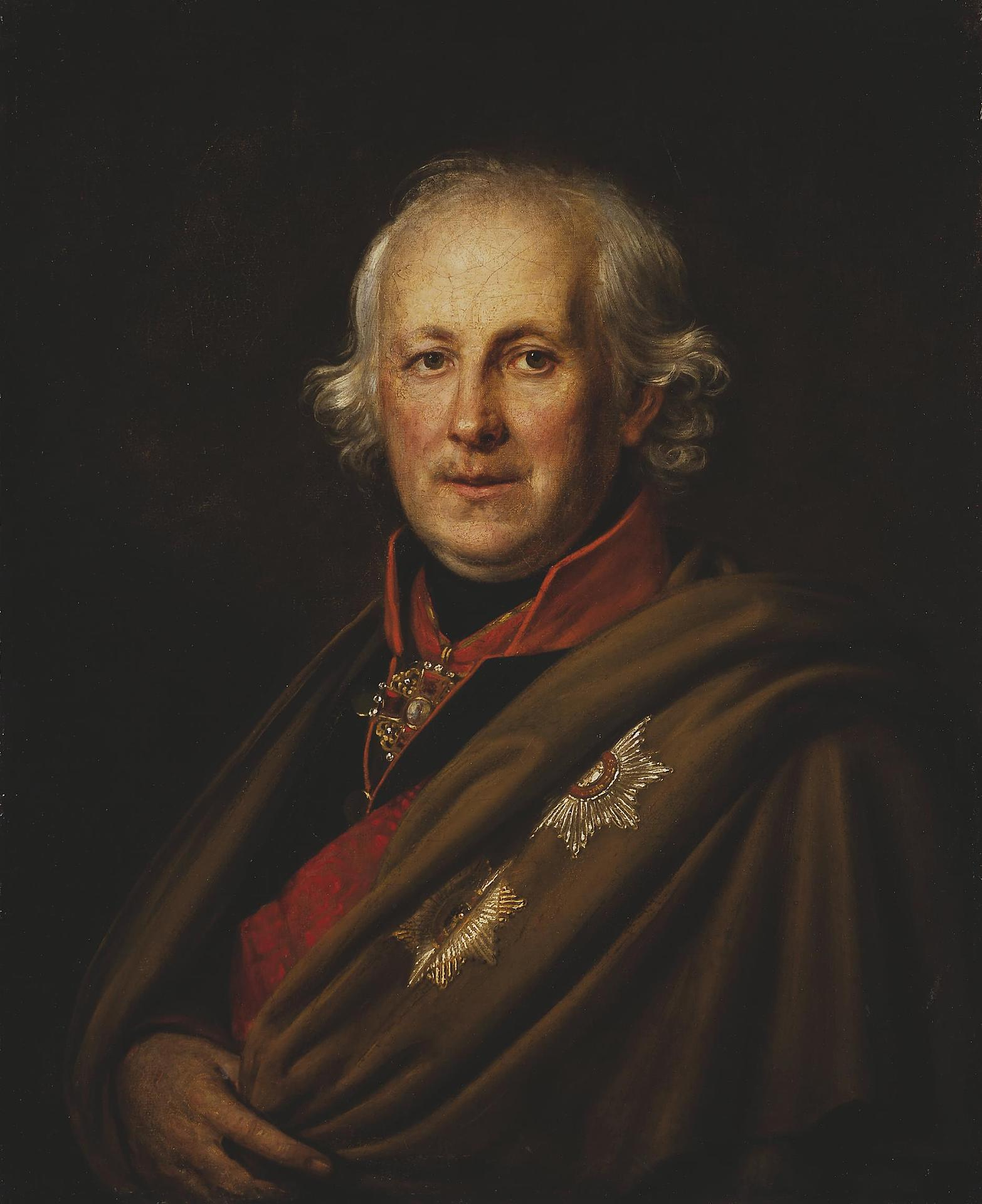
L'amiral Semion Ivanovitch Mordvinov

Cet article dresse la liste des ministres de la Marine impériale de Russie

## Général-amiral
- Grand-duc Konstantin Nikolaïevitch de Russie : 1855-1881;
- Grand-duc Alexeï Alexandrovitch de Russie : 1881-1905.

## Ministres de la Marine impériale de Russie
- Semyon Ivanovitch Mordvinov : 8 septembre 1802-28 décembre 1802;
- Pavel Vassilievitch Tchitchagov : 31 décembre 1802-28 décembre 1811;
- Jean-Baptiste Prevost de Sansac, marquis de Traversay : 28 novembre 1811-24 mars 1828;
- Anton Vassilievitch Moller : 24 mars 1828-5 février 1836;
- Alexandre Sergueïevitch Menchikov : 5 février 1836-23 février 1855;
- Ferdinand Petrovitch Wrangel : 18 mai 1855-27 juillet 1857;
- Nikolaï Fiodorovitch Metline : 27 juillet 1857-18 septembre 1860;
- Nikolaï Karlovitch Krabbe : 19 septembre 1860-3 janvier 1876;
- Stepan Stepanovitch Lesovsky : 12 janvier 1876-23 juin 1880;
- Alexeï Alexeïevitch Pechourov : 23 juin 1880-11 janvier 1882;
- Ivan Alexeïevitch Chestakov : 11 janvier 1882-21 novembre 1888;
- Nikolaï Matveïevitch Tchikhatchev : 28 novembre 1888-13 juillet 1896;
- Pavel Petrovitch Tyrtov : 13 juillet 1896-4 mars 1903;
- Fiodor Karlovitch Avelan : 10 mars 1903-29 juin 1905;
- Alexeï Alexeïevitch Birilev : 29 juin 1905-11 janvier 1907;
- Ivan Mikhaïlovitch Dikov : 11 janvier 1907-8 janvier 1909;
- Stepan Arkadievitch Voevodsky : 8 janvier 1909-18 mars 1911;
- Ivan Konstantinovitch Grigorovitch : 19 mars 1911-28 février 1917.

## Ministres de la Marine du gouvernement provisoire

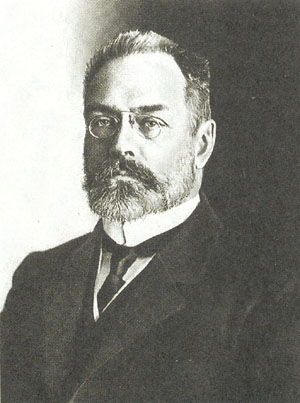
Alexandre Ivanovitch Goutchkov

- Alexandre Ivanovitch Goutchkov : 2 mars 1917-30 avril 1917;
- Alexandre Fiodorovitch Kerensky : 5 mai 1917-30 août 1917;
- Dmitri Nikolaïevitch Vederevski : 30 août 1917-25 octobre 1917.